# ريكاردو سانتوس (متسابق يخت)
ريكاردو سانتوس (بالبرتغالية: Ricardo Winicki) هو متسابق يخت برازيلي، ولد في 8 مايو 1980 في ريو دي جانيرو في البرازيل.

## وصلات خارجية
- ريكاردو سانتوس على موقع الاتحاد الدولي للملاحة الشراعية (موقع جديد) (الإنجليزية)
- ريكاردو سانتوس على موقع الاتحاد الدولي للملاحة الشراعية (موقع قديم) (الإنجليزية)
- ريكاردو سانتوس على موقع اللجنة الأولمبية الدولية (الإنجليزية)
- ريكاردو سانتوس على موقع أوليمبيديا (الإنجليزية)